# Tým snů Mistrovství světa ve fotbale
Tým snů Mistrovství světa ve fotbale byl vyhlášen v roce 2002 po internetovém hlasování fanoušků, které vyhrál Diego Maradona, následně za ním byli Pelé, Franz Beckenbauer a Zinédine Zidane.

## Seznam hráčů
| Jméno             | Datum narození  | Datum úmrtí        | Reprezentace                       |
| Brankář           | Brankář         | Brankář            | Brankář                            |
| ----------------- | --------------- | ------------------ | ---------------------------------- |
| Lev Jašin         | 22. října 1929  | 20. března 1990    | Sovětská fotbalová reprezentace    |
| Obránci           |                 |                    |                                    |
| Franz Beckenbauer | 11. září 1945   | 7. ledna 2024      | Německá fotbalová reprezentace     |
| Roberto Carlos    | 10. dubna 1973  |                    | Brazilská fotbalová reprezentace   |
| Paolo Maldini     | 26. června 1968 |                    | Italská fotbalová reprezentace     |
| Záložníci         |                 |                    |                                    |
| Zinédine Zidane   | 23. června 1972 |                    | Francouzská fotbalová reprezentace |
| Michel Platini    | 21. června 1955 |                    | Francouzská fotbalová reprezentace |
| Diego Maradona    | 30. října 1960  | 25. listopadu 2020 | Argentinská fotbalová reprezentace |
| Útočníci          |                 |                    |                                    |
| Romário           | 29. ledna 1966  |                    | Brazilská fotbalová reprezentace   |
| Pelé              | 23. října 1940  | 29. prosince 2022  | Brazilská fotbalová reprezentace   |
| Johan Cruijff     | 25. dubna 1947  | 24. března 2016    | Nizozemská fotbalová reprezentace  |